# Радіообсерваторія Ерджиєського університету
Обсерваторський центр прикладних досліджень астрономії та космічних наук Ерджиєського університету (тур. Erciyes Üniversitesi Astronomi ve Uzay Bilimleri Gözlemevi Uygulama ve Araştırma Merkezi, англ. Erciyes University Astronomy and Space Science Observatory Applied Research Center) — радіоастрономічна обсерваторія, якою керує кафедра астрономії та космічних наук факультету природничих наук Ерджиєського університету. Він розташований у кампусі університету в Мелікгазі, Кайсері в центральній Туреччині.
Перший радіотелескоп обсерваторії мав параболічну антену діаметром 2 м і був наданий Мармарським дослідницьким центром Ради Туреччини з науково-технічних досліджень. Радіотелескоп, який тоді називався MRT-2, був придбаний Радіоастрономічному інституті НАН України в Харкові за фінансової допомоги ЮНІДО в 1996 році. Створений для роботи в радіочастотному діапазоні 85-115 ГГц, він був призначений для збору даних про розподіл CO у Чумацькому Шляху. У 1997 році телескоп вийшов з ладу, а українські техніки були недоступні для його ремонту. Після кількох невдалих спроб відремонтувати радіотелескоп на місці, у 2000 році його передали в Ерджиєський університет, де протягом 2001—2002 років було проведено його відновлення.
Наступними радіотелескопами були дві параболічні антени з діаметрами 5 м (ERT-5), які були подаровані місцевим відділенням Türk Telekom у 2000 році. Вони є частиною проекту зі створення астрономічного інтерферометра. Радіотелескопи працюють на частотах 4,5, 11 і 20 ГГц.
Також в обсерваторії працює параболічна касагренівська антена діаметром 12,8 м, встановлена під куполом діаметром 22 м. І антена, і купол були надані НАТО.
Інші інструменти включають антену діаметром 3 м і два оптичних телескопа-рефлектора п і два оптичних телескопа-рефлектора діаметрами 30 см і 40 см.